# Capela de S. João (Antas)
A Capela de São João, situada na berma da estrada que liga S. Paio de Antas a Forjães, é um pequeno templo, quase nicho.
Pintada de branco, não apresenta qualquer elemento decorativo, excepto o remate feito pela cruz no topo da frontaria.